# João Maciel Baião
João Maciel Baião, cuja descendência é descrita por Silva Leme no volume I de sua «Genealogia Paulistana», foi filho de Bento de Barros e Lucrécia Maciel.
Bandeirante, integrou em 1636 a bandeira de Antônio Raposo Tavares contra as reduções jesuíticas no atual Rio Grande do Sul, e a força de socorro dos paulistas arregimentados por D. Francisco Rendon de Quebedo a pedido de Salvador Correia de Sá e Benevides para livrar Pernambuco dos holandeses.